# جاك ك. والتون
جاك ك. والتون (بالإنجليزية: Jack C. Walton)‏ هو محامي وسياسي أمريكي، ولد في 6 مارس 1881 في إنديانابوليس في الولايات المتحدة، وتوفي في 25 نوفمبر 1949 في أوكلاهوما سيتي في الولايات المتحدة. حزبياً، نشط في الحزب الديمقراطي. وقد انتخب حاكم أوكلاهوما ‏ (9 يناير 1923 – 19 نوفمبر 1923).